# Vérossaz
Vérossaz – miejscowość i gmina (commune) w południowej Szwajcarii, w kantonie Valais, w okręgu (district) Saint-Maurice.

## Położenie
Leży po zachodniej stronie doliny Rodanu, w Massif du Giffre (część Prealp Sabaudzkich). Znacznie rozrzucona zabudowa rozłożona jest na wysokości od ok. 750 do 920 m n.p.m., na wyraźnie nachylonym plateau na wschodnich stokach Dent de Valerette (2058 m n.p.m.). Ku Saint-Maurice w dolinie Rodanu wspomniane plateau opada gwałtownie pasem urwisk wysokich na ok. 200 m.
Komunikacja autobusowa z Saint-Maurice dociera do miejscowości przez Massongex. Możliwy jest również okrężny dojazd z Monthey w dolinie La Vièze górską drogą przez Choëx. Bezpośrednie dojście z Saint-Maurice możliwe górskimi dróżkami, którymi biegną szlaki turystyczne, z przysiółka Les Casses (krócej) lub od zamku Saint-Maurice - oba warianty wymagają pokonania znacznej różnicy wzniesień (odpowiednio ok. 320 i 400 m).

## Demografia
W Vérossaz mieszkają 824 osoby. W 2021 roku 8,9% populacji gminy stanowiły osoby urodzone poza Szwajcarią.

## Turystyka
Miejscowość jest odwiedzana przez turystów dzięki wspomnianym szlakom z Saint-Maurice (fr. itinéraire du Plateau de  Vérossaz). Oferuje doskonałe widoki w kierunku wschodnim, zwłaszcza na dominujący w panoramie masyw Les Diablerets (Sommet des Diablerets, 3216 m n.p.m.).